# 沃西克山
60°34′S 45°44′W / 60.567°S 45.733°W
沃西克山（英語：Worswick Hill）是南極洲的山脈，位於南奧克尼群島的科羅內申島，處於布里斯班高地西端，以氣象學家命名，現時由南極條約體系管理。